# Théâtre Lyrique
Théâtre Lyrique била је једна од четири оперске трупе које су наступале у Паризу средином 19. века. Компанију је 1847. основао француски композитор Адолф Адам као Opéra-National, а 1852. је преименована у Théâtre Lyrique. Користили су четири различита позоришта узастопно: Cirque Olympique, Théâtre Historique, Salle du Théâtre-Lyrique и Градско позориште) и Salle de l'Athénée, све док није престало са радом 1872.
Разноврсан репертоар компаније „нарушио је строгу организацију париског оперског света одвајајући се од принципа да су институција и жанр једнослојни“. Компанија је генерално била најуспешнија у поновном тумачењу страних дела преведених на француски, посебно опера Глука, Моцарта, Вебера и Вердија. Данас вероватно посебно упамћена по томе што је у Паризу одржала прво извођење Вагнеровог Риензиа, као и премијере опера француских композитора, посебно Les pêcheurs de perles и Les Troyens à Carthage Хектора Берлиоза, Ромео и Јулија Шарла Гуноа, а пре свега Фауст, опера коју најчешће изводи трупа и још увек је једна од најпопуларнијих опера широм света.
Након што је компанија престала са радом 1872. године, неколико краткотрајних компанија поново је користило исто име, а нарочито Théâtre National Lyrique (1876–1878) Алберта Визентинија али ниједна није била једнако успешна као првоформирана трупа.